# Enrique Rodríguez (gobernador)
Enrique Antonio del Carmen Rodríguez (Córdoba, 1810-1891) fue un político y jurisconsulto argentino, gobernador de la provincia de Córdoba entre 1874 y 1877.  

## Gobernación de Córdoba
A fines de 1873, los movimientos políticos se aceleraron en pos de elegir al candidato para los comicios que determinarían al sucesor del gobernador Juan Antonio Álvarez. Éste se pronunció públicamente a favor de Enrique Rodríguez, quien había permanecido en la ciudad chilena de Copiapó durante un prolongado exilio en la época de Rosas y Manuel "Quebracho" López. La Asamblea Electoral se reunió en enero de 1874 proclamando como flamante mandatario a Rodríguez, quien asumió el cargo el 17 de mayo.
Si bien parecía que habían llegado tiempos de madura convivencia entre los dirigentes, hechos de profunda conmoción se sucederían en Córdoba y la Nación.

### La rebelión de Mitre
No obstante que en la elección para presidente, Mitre había triunfado en las provincias de Buenos Aires, San Juan y Santiago del Estero, esto no le alcanzó para ganarle a Avellaneda. Los mitristas estaban convencidos de que hubo fraude, e indefectiblemente estalló la revolución armada. En el mes de septiembre de 1874, el general José Miguel Arredondo se sublevó en Villa Mercedes (San Luis), e ingresó al territorio cordobés llegando a Río Cuarto. El jefe de aquella Comandancia leal a Sarmiento, coronel Julio A. Roca, se replegó hacia Villa María, mientras que el general Arredondo y sus tropas se instaló junto a la estación ferroviaria, exigiendo la rendición del gobierno local.
El gobernador Rodríguez había ordenado preparar la resistencia, pero en una reunión de notables, Manuel Lucero demostró que sería inútil, pues los rebeldes tenían más fuerzas. Una delegación visitó a Arredondo, quien prometió estar solo tres días y abandonar la plaza. Así lo cumplió, dirigiéndose a Mendoza, donde fue derrotado por Roca en la Batalla de Santa Rosa (7 de diciembre de 1874).
La finalización de la asonada mitrista trajo un poco de tranquilidad a Córdoba. Sin embargo, el gobernador Rodríguez dispuso una profunda investigación por algunas conductas poco fieles de quienes debían defender la ciudad. También el mandatario estableció la censura a la prensa, medida que dejó sin efecto días después.

### El progreso continúa
Numerosos hechos destacables se iban sucediendo en territorio cordobés. Se aprobaron leyes tendientes a organizar el catastro de la provincia y a reformar el Poder Judicial. Una eficiente administración y el equilibrio de las finanzas públicas fueron una constante preocupación para el gobernador Rodríguez, quien tomó diversas medidas para consolidar la deuda pública provincial.
En octubre de 1876, el presidente Nicolás Avellaneda inauguraba el ferrocarril de Córdoba hacia San Miguel de Tucumán; y en julio de 1879 se iniciaba oficialmente el primer recorrido de tranvías tirado a caballos, uniendo el centro de la ciudad capital con el barrio General Paz.
El periodismo vivió una época de esplendor con la aparición de numerosas publicaciones, tanto en la ciudad capital como en el interior; en el ámbito universitario y por impulso del doctor Manuel Lucero, quien asumió a la conducción de la misma en el año 1874, el gobierno nacional creó el 14 de octubre de 1877 la facultad de Ciencias Matemáticas y Físicas; y el año siguiente la de Medicina.

### La sucesión de Rodríguez
En los últimos meses de 1876, la inminencia de los comicios para elegir al reemplazante de Rodríguez movilizó a los distintos sectores políticos, especialmente del partido oficial que tenía la seguridad de conservar el poder. La Asamblea Electoral se reunió en enero de 1877 y se ungió por amplia mayoría a Clímaco de la Peña como nuevo gobernador, hombre que gozaba de gran popularidad y alineado con el presidente Avellaneda. La disputa se produjo por la designación del vicegobernador, triunfando finalmente para ese cargo Antonio del Viso.

### Muerte del gobernador electo
La asunción de las autoridades electas estaba prevista para el 17 de mayo de 1877. El día 5 de aquel mes, luego de asistir a un almuerzo en la casa de Luis Rossi, el gobernador electo sufrió una descompostura, dejando de existir minutos después. El fallecimiento de Clímaco de la Peña causó una profunda consternación en la sociedad, y desató una tormenta de opiniones por quién debería ocupar el sillón de gobernador.
La interpretación de la Constitución dividió el espectro político en dos. El gobernador saliente, quien no quería ceder al sector liberal, le comunicó al presidente del Colegio Electoral el deceso del gobernación electo, y solicitó se convocara otra vez al cuerpo.
El presidente de la corporación le contestó negativamente a Rodríguez, argumentando que el organismo ya había cumplido con su función. El gobernador Rodríguez se marchó de la ciudad delegando el mando en el vicegobernador saliente Fernando Zavalía, quien compartía el criterio de no reunir nuevamente a los electores. Los conciliábulos se sucedían hora tras hora: el 16 de mayo el ministro de Gobierno Ramón del Campillo, alineado con Enrique Rodríguez, presentó su renuncia; el vicegobernador Zavalía la aceptó con ofuscación.
Finalmente, el 17 de mayo de 1877, asumió la gobernación el doctor Antonio del Viso. La muerte del gobernador electo Clímaco de la Peña dejó abierto el camino para que el grupo liberal llegara al poder.